# 张琴秋

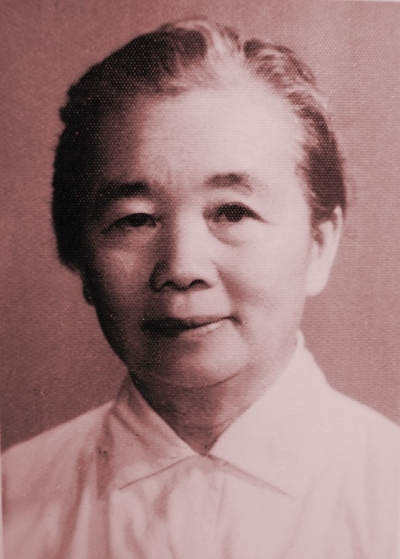
张琴秋

张琴秋（1904年11月15日—1968年4月22日），乳名凤生，学名张梧，浙江崇德（今桐乡市）人，中国工农红军女将领，中华人民共和国纺织工业部第一副部长。

## 生平
张琴秋生于浙江崇德县石门湾（今嘉兴桐乡市石门镇）。1912年入石门振华女校读书，1920年考入杭州女子师范学院，后又转去上海爱国女校。在上海求学期间，张通过幼年好友孔德芷结识了其夫茅盾，随即与茅盾之弟沈泽民相恋。1924年11月，张加入中国共产党，1925年11月，与沈泽民成婚。张随即前往莫斯科中山大学留学，沈泽民也在次年来莫斯科学习。在中山大学学习期间，张与王明等人结成好友，成为二十八个半布尔什维克之一。
1930年，张、沈夫妇回国，1931年被派往鄂豫皖苏区工作，张担任红七十三师政治部主任。1932年，红四方面军放弃鄂豫皖苏区，向川陕苏区转移，沈泽民在原地坚持游击战，于1933年底病逝。张随军转移后，出任红四方面军政治部主任，成为红军主要领导人之一。
1932年底，张同曾中生、旷继勋等人联名上书批评张国焘对红四方面军的一言堂控制，招致张国焘的打击报复，被免去政治部主任一职，调往地方工作，后又调任方面军医院政治部主任。1935年2月，在旺苍任新成立的妇女独立师师长兼第一团团长、政委，多次率部参加野战，后率军参加长征，途中与陈昌浩结婚。1936年10月，红四方面军、红二方面军与红一方面军在甘肃会宁会师后，因独立师减员严重，缩编为抗日先锋团，参加西路军作战，张仍任团长。
西路军不久失败，张随军被俘，被押往南京。抗日战争爆发后，张被释放，前往延安工作，长期在中共中央妇女委员会工作。1939年陈昌浩去苏联。1943年春，经中共中央组织部批准，张琴秋与原红四方面军总医院院长苏井观结为夫妻。解放后苏井观任卫生部副部长。1949年后张琴秋担任中华人民共和国纺织工业部副部长。文化大革命开始后，张受到冲击，不堪羞辱的张于1968年4月22日凌晨跳楼自杀。1976年其与沈泽民所生的女儿张玛娅也受到迫害，服安眠药自杀。
粉碎“四人帮”以后，张琴秋得以平反昭雪。1979年6月23日，中共中央为张琴秋举行了隆重的追悼大会。李先念、王震、余秋里、陈锡联、胡耀邦、徐向前等党和国家领导人参加了追悼会，徐向前元帅亲自主持了追悼会。